# Референдум щодо членства Норвегії в Європейських Співтовариствах (1972)
25 вересня 1972 року відбувся референдум щодо приєднання Норвегії до Європейської спільноти. Після тривалого періоду гострих дебатів перемогла сторона «Ні», набравши 53,5 % голосів. Через поразку прем'єр-міністр Трюгве Браттелі подав у відставку. Це була друга спроба Норвегії стати членом після того, як Франція відмовилася від неї в 1962 році та знову тимчасово в 1967 році, але перша спроба з референдумом щодо набору повністю узгоджених умов вступу.
Референдум 1994 року щодо вступу Норвегії до Європейського Союзу також призвів до відмови від членства.

## Результат

### По всій країні
| Вибір  | Голосів   | %     |
| ------ | --------- | ----- |
| Проти  | 1 118 281 | 53,5  |
| За     | 971 687   | 48,82 |
| Усього | 2 096 356 |       |
| Явка   | 2 680 907 | 79    |

### За виборчим округом

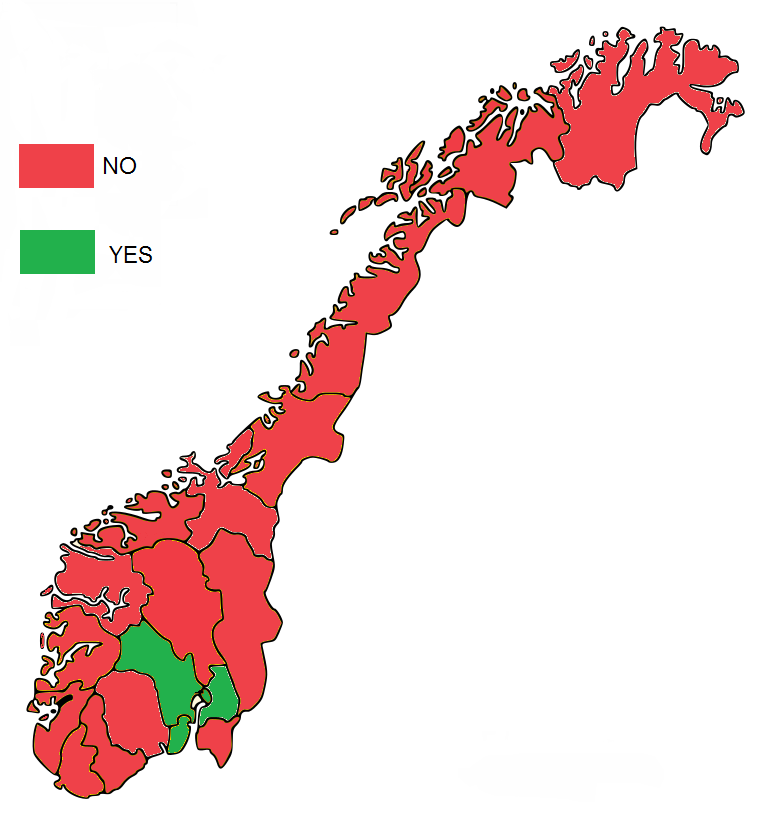
Результати по округах.
Проти
За

| Виборчий округ  | Електорат | Зіпсовані голоси | Усього (%)   | За (%)       | Проти (%)    |
| --------------- | --------- | ---------------- | ------------ | ------------ | ------------ |
| Естфолл         | 152 837   | 392              | 121 498 (80) | 58 931 (49)  | 62 567 (51)  |
| Акерсгус        | 217 851   | 542              | 180 503 (83) | 102 521 (57) | 77 982 (43)  |
| Осло            | 356 153   | 619              | 291 654 (82) | 193 980 (67) | 97 674 (33)  |
| Гедмарк         | 124 960   | 519              | 99 508 (80)  | 44 150 (44)  | 55 358 (56)  |
| Оппланн         | 120 082   | 314              | 94 114 (79)  | 37 550 (40)  | 56 564 (60)  |
| Бускерюд        | 139 999   | 400              | 110 387 (79) | 59 532 (54)  | 50 855 (46)  |
| Вестфолл        | 155 338   | 247              | 94 355 (79)  | 53 515 (57)  | 40 840 (43)  |
| Телемарк        | 108 485   | 211              | 84 056 (78)  | 32 284 (38)  | 51 772 (62)  |
| Еуст-Агдер      | 55 276    | 138              | 40 909 (74)  | 18 659 (46)  | 22 250 (54)  |
| Вест-Агдер      | 81 707    | 177              | 64 100 (79)  | 27 510 (43)  | 36 590 (57)  |
| Ругаланн        | 174 925   | 309              | 138 601 (79) | 62 096 (45)  | 76 505 (55)  |
| Гордаланн       | 248 675   | 511              | 198 095 (80) | 96 996 (49)  | 101 099 (51) |
| Согн-ог-Ф'юране | 67 335    | 153              | 51 705 (77)  | 15 923 (31)  | 35 782 (69)  |
| Мере-ог-Ромсдал | 146 917   | 240              | 114 709 (78) | 33 504 (29)  | 81 205 (71)  |
| Сер-Тренделаг   | 159 730   | 248              | 122 092 (77) | 51 827 (42)  | 70 265 (58)  |
| Нур-Тренделаг   | 77 954    | 107              | 60 495 (78)  | 19 101 (32)  | 41 394 (68)  |
| Нурланн         | 157 183   | 549              | 120 979 (77) | 33 228 (27)  | 87 751 (73)  |
| Трумс           | 88 174    | 385              | 66 499 (76)  | 19 820 (30)  | 46 679 (70)  |
| Фіннмарк        | 47 326    | 327              | 35 709 (76)  | 10 560 (30)  | 25 149 (70)  |